# 飛騨市立神岡小学校
飛騨市立神岡小学校 （ひだしりつ かみおかしょうがっこう）は、岐阜県飛騨市にある公立小学校。

## 概要
飛騨市神岡町の児童数減少のため、神岡町の3つの小学校（山田小学校、神岡東小学校、神岡西小学校）を統合し開校。校舎は旧・神岡西小学校を転用している。

## 沿革
- 2005年（平成17年）
  - 4月1日 - 開校。
  - 4月6日 - 始業式および入学式を行う。
  - 7月 - 開校記念式典を行う。
- 2006年（平成18年）3月 - 特別支援学級教室（肢体不自由学級）の設置工事が完了。
- 2007年（平成19年）1月 - 文部科学省指定"「豊かな体験活動」小中高交流まとめの会"を実施。
- 2008年（平成20年）10月 - 飛騨地区小中高生徒指導連携強化委員会の会場校となる。
- 2009年（平成21年）
  - 4月 - 文部科学省より「外国語における教材の効果的な活用及び評価の在り方等に関する実践研究」の指定を受ける（※事業見直しのため、2010年（平成22年）3月で打ち切り）。
  - 11月 - 文部科学省指定「外国語活動における教材の効果的な活用及び 評価の在り方等に関する実践研究」の中間公表会を実施。同月、学校ICT環境整備事業により、テレビ・BP・BRを導入。
- 2012年（平成24年）10月 - 「飛騨市基礎学力定着支援事業」の公表会を開催[注 1]。
- 2013年（平成25年）
  - 1月 - 「飛騨地区学校図書館教育推進事業」で優秀賞を受賞。
  - 4月 - 「生きる力をはぐくむ歯・口の健康づくり推進事業」（平成25・26年度）の推進学校として、日本学校歯科医会より委嘱を受ける。
- 2014年（平成26年）2月 - 「第42回JA共済全国小・中学生交通安全ポスターコンクール」で学校賞を受賞[3]。

（参考資料：学校沿革史(PDF) - 飛騨市立神岡小学校）

## 基礎データ

### 象徴
- 校歌 - 作詞：池野文雄、作曲：倉野昌三[1][2]
- 校章 - 「夢」・「友情」・「挑戦」の願いを込めたもの[1]。

### スローガン
- 教育目標 - 「自ら考え 仲間とともに やりぬく たくましい 神岡の子」[4]